# 石谷清暠
石谷 清暠（いしがや きよあき。1770年 - 没年不明）は、江戸時代後期の旗本。

## 生涯
神田敷馬正之の4男として生まれる。石谷清憐の死の間際に養子となり、先に石谷清英に嫁いでいたがその死により未亡人となっていた石谷清憐の娘を妻として、寛政8年（1796年）12月3日、石谷清憐の跡を継いだ。寛政9年（1797年）2月9日、初めて徳川家斉に拝謁したという。
『寛政譜以降旗本家百科事典』によれば、『弘化5年武鑑』において、石谷清暠の跡は、石谷主水を父とする石谷清倚が継いでいる様子である。しかしながら、石谷清暠が主水を称したかどうかが不明であるため、石谷主水が石谷清暠と同一人物かどうかは不明である。